# هابارد ألكسندر
هابارد ألكسندر (بالإنجليزية: Hubbard Alexander)‏ هو لاعب كرة قدم أمريكية أمريكي، ولد في 14 فبراير 1939 في وينستون-سالم في الولايات المتحدة، وتوفي في 28 أغسطس 2016.